# Ángel Rozas Serrano
Ángel Rozas Serrano (Olula del Río, 1927-Barcelona, 2010). Treballador del subsector d'abrasius (ram de la construcció), sindicalista i dirigent comunista. Va arribar a Barcelona als 14 anys.
Va estar militant de la HOAC a finals dels anys 40 i, posteriorment, va vincular-se durant un breu període temps a grups de la CNT. A partir de 1951, tot coincidint amb el boicot ciutadà als tramvies i a la vaga general de març de 1951 a Barcelona, va començar amb altres companys a autoorganitzar grups del PSUC, orientant-se per Radio Pirenaica i sense tenir encara contacte amb la direcció d'aquest partit clandestí. Aquesta peculiar forma d'organització va mantenir-se fins a 1954, quan els grups formats a diferents fàbriques i barris barcelonesos van ingressar en l'estructura orgànica del PSUC. Entre 1954 i 1958 serà el responsable de la construcció del PSUC de Barcelona.
El 1956, com a militant de l'interior, va participar en el I Congrés del PSUC, realitzat a França. El 1958 fou detingut i empresonat, per primera vegada, arran de les vagues de solidaritat amb els obrers d'Astúries que es realitzaren a Barcelona. I el maig de 1960 fou detingut arran de la caiguda del comitè local de Barcelona del PSUC i condemnat en un consell de guerra a 3 anys de presó, que acomplí al penal de Burgos, del qual sortí en llibertat el gener de 1962.
El 1964 fou un dels fundadors de la Comissió Obrera Central de Barcelona, en la reunió celebrada a l'església de Sant Medir, al barri de Sants. Aquesta activitat va fer que el detinguessin el febrer de 1965, amb motiu de la convocatòria de manifestació pel lliurament de 9.000 signatures reivindicant llibertat sindical, dret de vaga i dret de reunió, que es volien fer arribar a la delegació provincial de la CNS.
L'any 1966 fou detingut, el dia de Sant Esteve, per la seva participació en una assemblea de Comissions Obreres en la Creu de Barberà en Sabadell, posat en llibertat posteriorment, un mes més tard tornà a se detingut a Barcelona en una assemblea de treballadors en el col·legi La Salle de les Vivendes del Congrés, i va ser posat en llibertat provisional en un mes. El 27 d'octubre de 1967 va ser novament detingut en una manifestació realitzada enfront de l'edifici de la central de Correus de Barcelona, i estigué a la presó Model de Barcelona fins a l'abril de 1968 quan sortí en llibertat provisional. El 1969, durant l'estat d'excepció implantat pel règim, va passar a la clandestinitat fins a juliol del mateix any quan s'exilià a França, on va romandre fins a la transició democràtica.
Fou cooptat per ser membre del Comitè Central del PSUC la tardor del 1968, i posteriorment ratificat en el III Congrés, el gener de 1973, el darrer que es realitzà en la clandestinitat. Fou reescollit membre del Comitè Central del PSUC en els IV, V i VI Congressos del partit, celebrats, respectivament, l'octubre de 1977, el gener de 1981 i el març de 1982. És membre d'honor del Comitè Central del PSUC.
En el terreny sindical el 1978 fou elegit membre de la Comissió Obrera Nacional de Catalunya, com a responsable de formació sindical, i posteriorment en fou nomenat president de la Comissió de Garanties. El 1989 el president de la Generalitat va atorgar-li la Medalla al treball President Macià. El 1997 el govern central, a proposta del ministre de treball, el va concedir la medalla del mèrit al treball. Entre 1992 i 2009 va ser president de la Fundació Cipriano García.